# Férfi rúdugrás a 2013. évi nyári európai ifjúsági olimpiai fesztiválon
A 2013. évi nyári európai ifjúsági olimpiai fesztiválon az atlétikai versenyszámok közül a férfi rúdugrást július 16.-án rendezték Utrechtben.

## Döntő
| H     | Név                           | Nemzet        | 370 | 390 | 410 | 430 | 445 | 460 | 470 | 477 | 482 | 487 | 492 | E    | Mj |
| ----- | ----------------------------- | ------------- | --- | --- | --- | --- | --- | --- | --- | --- | --- | --- | --- | ---- | -- |
| Arany | Noel - Aman Del Cerro Vilalta | Spanyolország |     |     |     |     | o   | xo  | xxo | o   | o   | -   | xxx | 4.82 |    |
| Ezüst | Hans-Christian Hausenberg     | Észtország    |     |     |     | o   | o   | o   | o   | xo  | xo  | -   | xxx | 4.82 |    |
| Bronz | Antoine Taillandier           | Franciaország |     |     |     |     | o   | o   | xo  | xo  | xxx |     |     | 4.77 |    |
| 4.    | Urho Kujanpaa                 | Finnország    |     |     |     |     | xo  | xo  | xo  | xxx |     |     |     | 4.70 |    |
| 5.    | Koen van der Wijst            | Hollandia     |     |     | xxo | o   | o   | xo  | xo  | xxx |     |     |     | 4.70 |    |
| 6.    | Denis Akinshin                | Oroszország   |     |     |     | o   | o   | o   | xxx |     |     |     |     | 4.60 |    |
| 7.    | Danijel Buhin                 | Horvátország  |     |     | o   | xo  | o   | xxx |     |     |     |     |     | 4.45 |    |
| 8.    | Denis Goldovsky               | Izrael        | xo  | xxx |     |     |     |     |     |     |     |     |     | 3.70 |    |